# Julia Billiart
María Rosa Julia Billiart - Santa Julia o Santa Julia Billiart o Santa Julia de Bélgica nació el 12 de julio de 1752 en Cuvilly, un pueblo de Picardía, en la diócesis de Beauvais, que actualmente pertenece al territorio de Francia.
Habiendo nacido en una familia de agricultores y pequeños comerciantes, fue la fundadora y primera Madre superiora de la Congregación de las Hermanas de Nuestra Señora de Namur.
Junto a su amiga Francisca Blin de Borbón, vizcondesa de Gézaincourt, fundó en Amiens el Instituto de Nuestra Señora, una congregación religiosa sin distinciones internas dedicada a la protección de los niños y la formación de catequistas.
Por ello, para la Iglesia católica, Julia es la patrona y protectora de las catequistas. Murió el 8 de abril de 1816 y fue canonizada por Pablo VI el 22 de junio de 1969.
Su onomástico se celebra el 8 de abril.

## La obra de Julia
Desde su infancia, la pequeña Julia demostró una especial piedad por los enfermos y los necesitados. A los nueve años el sacerdote M. Dangicourt le permitió hacer la primera comunión y también la confirmación, ya que conocía el catecismo de memoria y su calidad humana y profunda piedad eran bien vistas por los clérigos. A esa edad Julia hizo su voto de castidad.
A los 16 años decidió trabajar en el campo ayudando a su familia con la cosecha. Desde esa época y debido a sus virtudes y su trabajo abnegado por el prójimo, ya algunos la llamaban "la santa de Cuvilly".
Luego de la Revolución de 1789, y de los sucesos que se desencadenaron, debió huir al año siguiente a Compregne junto con su familia, ya que las autoridades perseguían y encarcelaban a todos los religiosos fervientes.
Finalizada la primera época de persecuciones con la muerte de Robespierre, Julia se instaló en Amiens, en la casa del vizconde Blin de Bourdon. En ese lugar conoció a quien sería su principal amiga y colaboradora, Francisca Blin de Bourdon, quien junto a un Superior de los Padres de la Fe llamado José Varin, iba a colaborar en la creación del Instituto de Nuestra Señora. Este sacerdote sería el encargado de establecer las reglas institucionales, que no han vuelto a cambiar hasta el presente.
En un primer momento el Instituto se ocupaba del cuidado espiritual de los niños y la formación de catequistas, pero al ver Julia que con cuidar solo la faz espiritual, la obra no estaba completa, se fundó prontamente un orfanato y se abrieron nuevos turnos para la enseñanza del catecismo.
El Instituto de Nuestra Señora ya estaba creciendo, y se proyectaba fundar nuevas filiales en distintos puntos de Europa.
El 19 de junio de 1806 se aprobó por decreto imperial la congregación de las Hermanas de Nuestra Señora. A partir de allí se fundaron conventos en distintos poblados de Francia y Bélgica, siendo los más importantes los de Gante y Namur.
En los últimos doce años de su vida fundó 15 conventos y orfanatos, realizando en ese tiempo unos 120 viajes.

## Problemas de salud
La salud de Santa Julia no fue uno de sus fuertes, a pesar de lo cual no abandonó su fe ni dejó de lado su obra fundadora y catequista.
En una oportunidad en que se encontraba en la vía pública sentada junto a su padre, el mismo sufrió un atentado con arma de fuego. Un disparo de arma de puño no dio en el blanco pero hirió gravemente a la niña. A partir de ese momento la futura santa ya no pudo caminar.
Algunas versiones sostienen que Julia no fue herida por el disparo, y que la joven no movió más sus piernas a causa del shock traumático producido durante el atentado.
Lo cierto es que, postrada en una cama, todos los días Julia recibía la Eucaristía, y permanecía rezando y a veces en estado de éxtasis hasta cuatro o cinco horas al día.
Como trabajo, dedicaba su tiempo a enseñar el catecismo a los niños que se agrupaban alrededor de su lecho, y también a bordar manteles y visillos para la parroquia del pueblo.
Después de 22 años de estar paralítica, durante una novena que se celebraba el día del Sagrado Corazón de 1804, un sacerdote de apellido Enfantin que en ese momento dirigía la ceremonia, se acercó y le dijo: "Madre, si tiene fe, dé un paso en honor al Sagrado Corazón de Jesús". En ese momento Julia se levantó y volvió a caminar.
Luego de esta sorprendente recuperación comenzó su etapa más fecunda de fundación de conventos de la nueva congregación, hasta el año mismo de su muerte.

## El final
Al establecerse en Amiens el abad Sambucy de St. Estève en reemplazo del padre Varin, el nuevo religioso quiso cambiar las primitivas constituciones de la floreciente congregación, y volver a los reglamentos de las antiguas órdenes monásticas.
La madre Julia no aceptó volver a los viejos sistemas y abandonó su diócesis, siendo recibida por el obispo de Namur, monseñor Pisani de la Gaude. Antes de irse, arengó Julia a sus discípulas, ofreciéndoles permanecer en ese lugar o seguirla al nuevo monasterio. Solamente dos religiosas eligieron quedarse; las demás partieron todas detrás de su líder, que estableció la nueva casa matriz de su Instituto en el convento de Namur, en los primeros meses de 1809.
Solo una vez volvió Julia a Amiens, pero al no encontrar respuesta en su pueblo para reconstruir la vieja Institución, regresó para siempre a Namur.
Los primeros días de 1816 la encontraron enferma y débil, sobrepasada por los dolores que, según algunos testigos, supo sobrellevar con hidalguía.
El 8 de abril de ese año murió mientras recitaba el Magnificat.
El 13 de mayo de 1906 fue beatificada por Pío X, siendo canonizada por Pablo VI el 22 de junio de 1969.

## Otras santas del mismo nombre
- Santa Julia de Cartago (onomástico 22 de mayo)
- Santa Julia de la Rena (onomástico 15 de febrero)
- Santa Julia esclava y mártir (onomástico 10 de diciembre)
- Santa Julia de Augusta (onomástico 7 de octubre)
- Santa Julia de Zaragoza (onomástico 16 de abril)
- Santa Julia, mártir de Lyon (onomástico 2 de junio)
- Santa Úrsula (Julia) Ledóchowska (onomástico 29 de mayo)
- Beata Julia Luisa de Jesús Chrétien (onomástico 17 de julio)
- Beata Julia Rapiej de Polonia  (onomástico 1 de agosto)
- Beata Julia Rodzinska (onomástico 20 de febrero)
- Beata Julia Salzano (onomástico 17 de mayo)